# Jefe de ingenieros del Ejército de los Estados Unidos
El Jefe de ingenieros del Cuerpo de Ingenieros del Ejército de los Estados Unidos es un oficial de Estado Mayor en el Pentágono, informa al General de Ejército del Ejército de los Estados Unidos en materia de ingeniería y sirve como topógrafo del Ejército y el proponente de bienes raíces y otros programas relacionados con la ingeniería militar.